# Sarah MacDougall

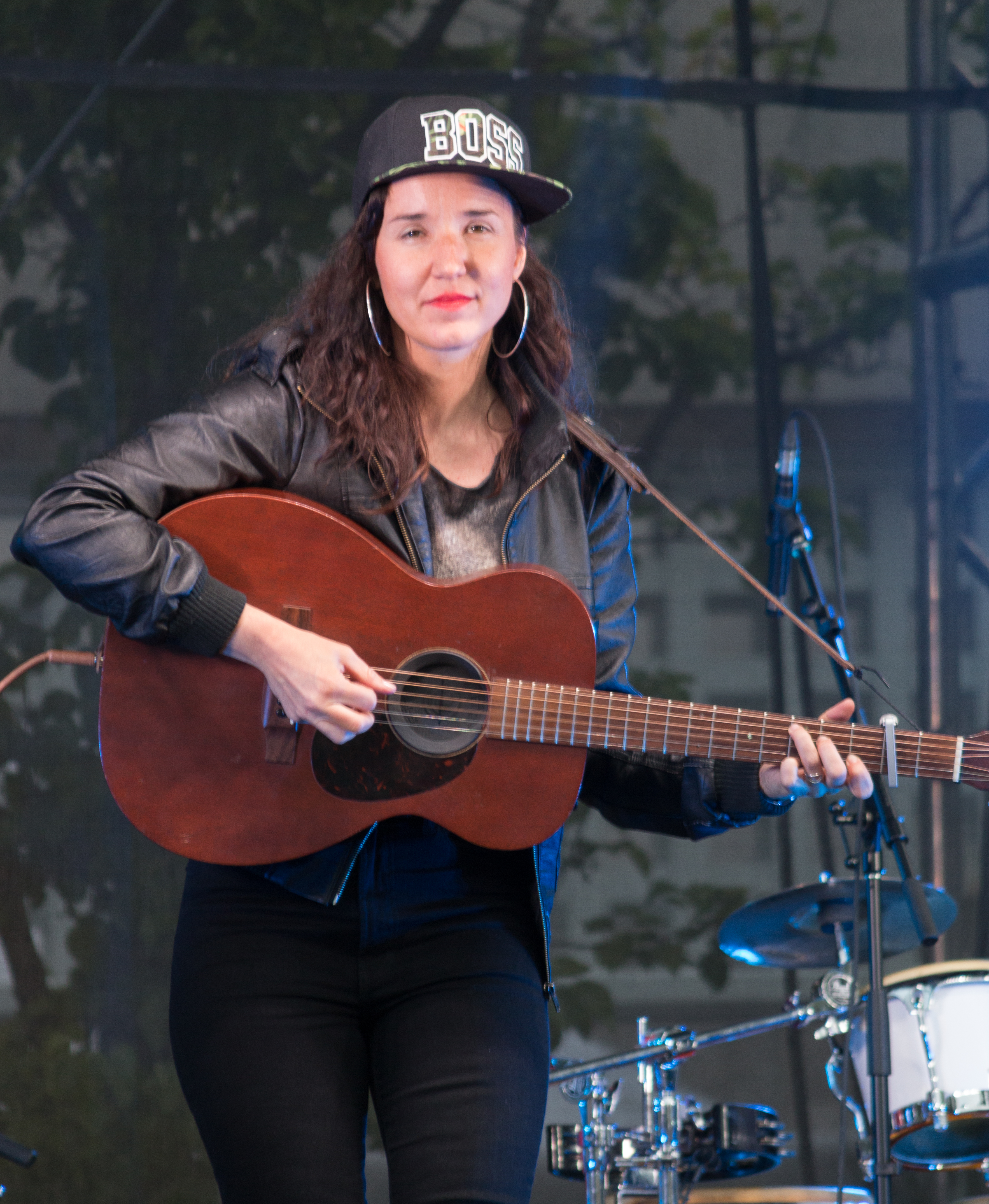
Sarah MacDougall (2015)

Sarah MacDougall (* 20. Jahrhundert in Schweden) ist eine kanadische Sängerin und Songschreiberin mit schwedischen Wurzeln, die derzeit in Whitehorse, Kanada lebt. Sie hat bislang zwei CDs veröffentlicht: Across the Atlantic(2009) und The Greatest Ones Alive (2011).

## Werdegang
MacDougall debütierte 2008 mit der mittlerweile ausverkauften EP I Don’t Want to Be Alone Anymore, die sie für ihre Tour durch das Vereinigte Königreich pressen ließ. 2009 veröffentlichte die Songwriterin das Album Across the Atlantic, das die sechs Lieder der EP sowie vier neue Songs enthielt. Es folgte 2011 das Album The Greatest Ones Alive. Dieses Album wurde in Vancouver und Whitehorse mit Unterstützung von  Matt Rogers (The Fugitives) und Bob Hamilton (Kim Barlow, Gordie Tentrees) aufgenommen und über Rabbit Heart Music veröffentlicht. Das Album wurde bei den Western Canadian Music Awards mit dem Award Roots Recording of the Year ausgezeichnet. Für die Single Sometimes You Lose, Sometimes You Win wurde MacDougall für den Award Songwriter of the Year nominiert, unterlag aber Dan Magan und seinem Post-War Blues.

## Diskografie
- 2008: I Don’t Want to Be Alone Anymore (EP)
- 2009: Across the Atlantic
- 2011: The Greatest Ones Alive